# Lagerhus i Sverige

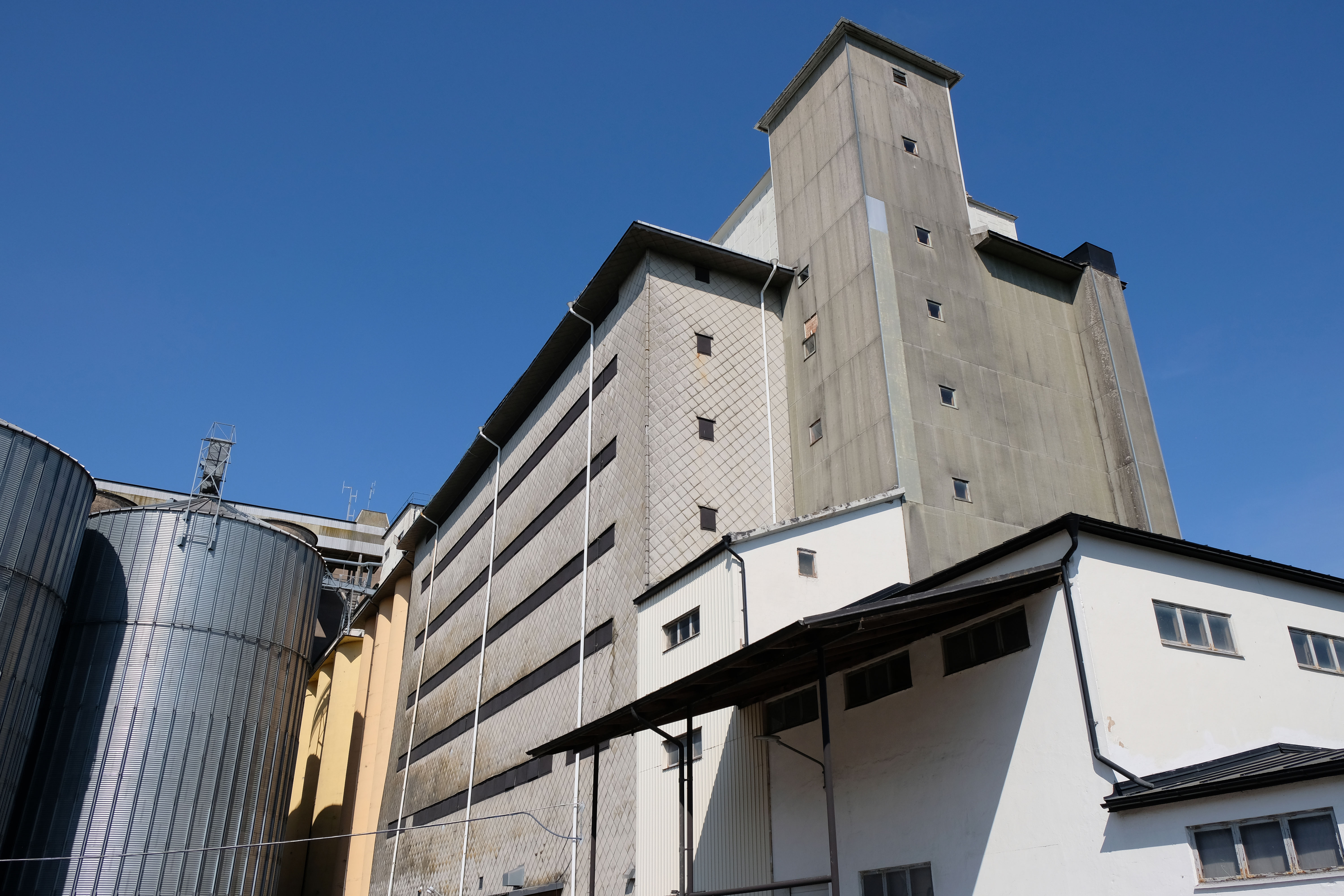
Lagerhuset i Vara.

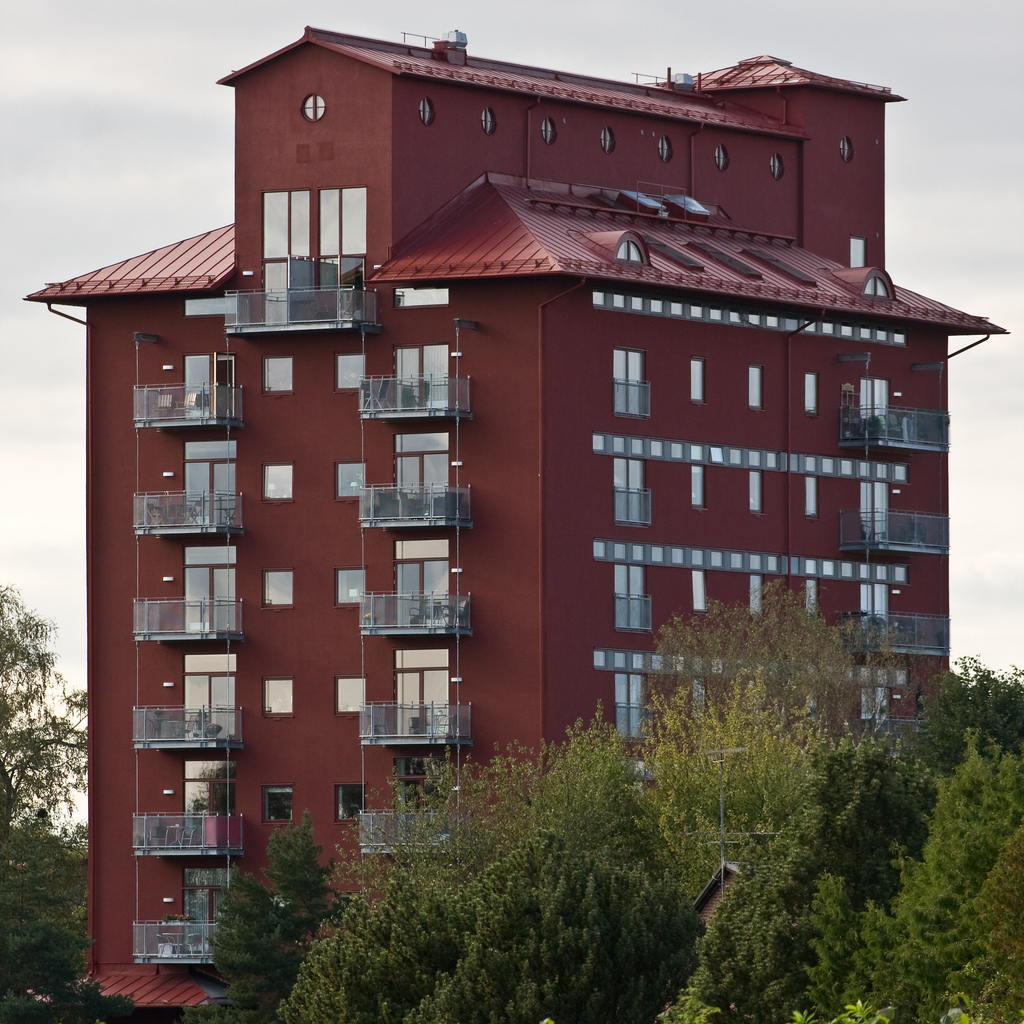
Lagerhuset i Eslöv, ombyggt till bostadshus 2007

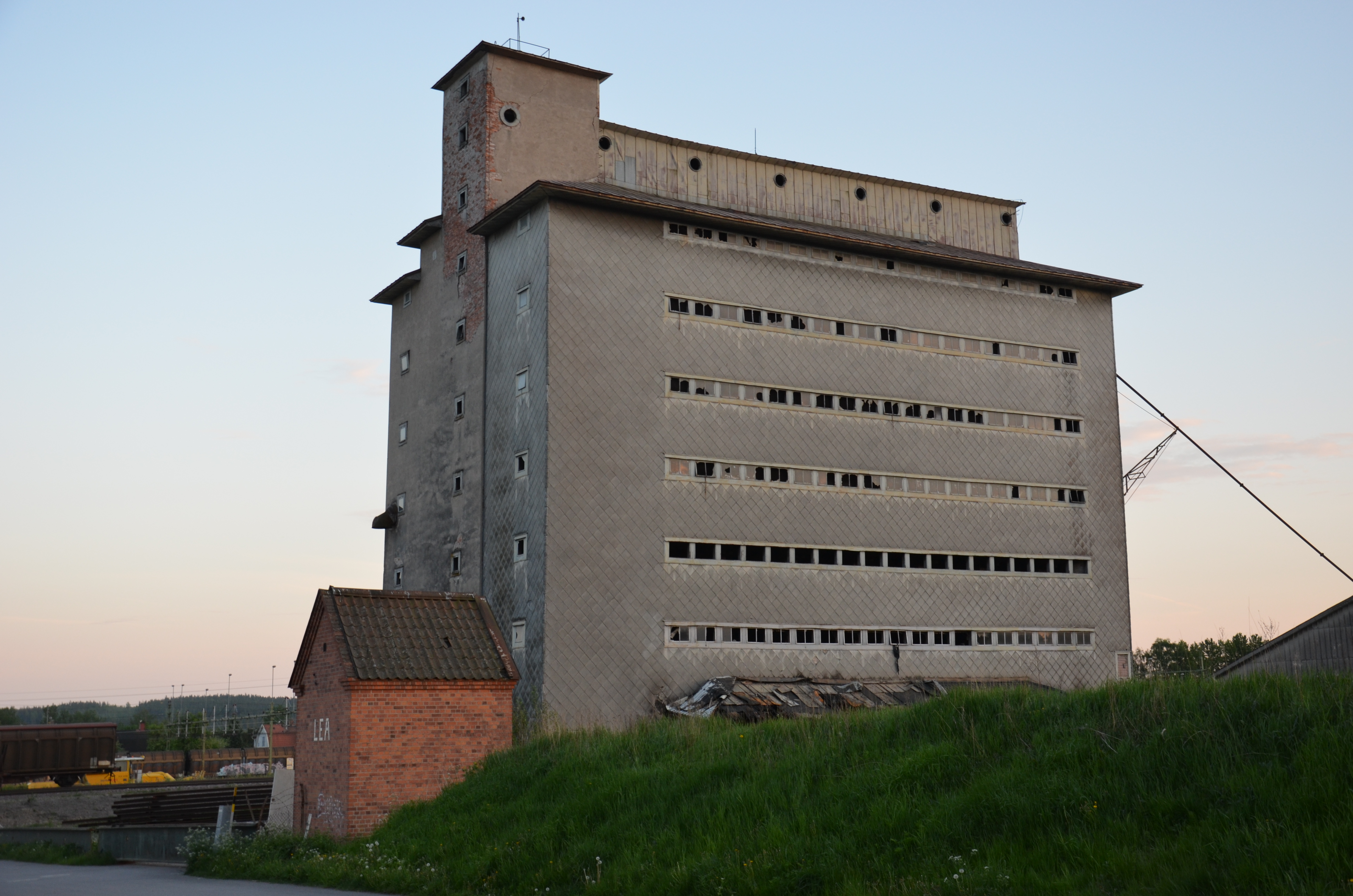
Lagerhuset i Hallsberg, maj 2012

Lagerhus i Sverige var ett svenskt statligt program för uppförande av nio lagerhus för beredskapslagring av spannmål i slutet av, och omedelbart efter, första världskriget. De nio husen uppfördes efter i stort sett samma ritningar. Motioner i 1916 års riksdag ledde till att Lager- och kylhuskommittén konstituerades den 15 december 1916. Enligt kommittén borde det byggas 27 lagerhus med en sammanlagd kapacitet av 77.000 ton, till en kostnad av 6.500.000:-.
Två av magasinen står fortfarande kvar. Det 2003 q-märkta lagerhuset i Vara är det enda som fortfarande är i drift. Lagerhuset i Eslöv har byggts om till bostäder.
Lagerhusen i Roma och Linköping brann ned under 1970- respektive 1990-talen, medan magasinen i Eskilstuna och Östra Klagstorp revs på 1980-talet respektive i början av 1990-talet. Så sent som 1999-2000 lät Svenska Lagerhus riva lagerhusen i Åstorp och Tomelilla. Lagerhuset i Hallsberg revs i mars 2013.

## Historik
År 1916, under första världskriget, tillsattes Lager- och kylhuskommittén under ordföranden Carl Forssell. Kommitténs arbete resulterade i att fryshus inrättades i Malmö 4000 ton och Hallsberg  1400 ton samt att staten under åren 1917-19 för beredskapslagring av livsmedel uppförde nio spannmålslagerhus i Sverige. Syftet var en säker försörjning samt en så rättvis marknad som möjligt. Placeringen avgjordes av ett spannmålsproducerande omland, närheten till järnvägsnätet samt att avståndet till kusten skulle vara så stort att lagerhusen inte skulle kunna nås av artillerield. 
Den ursprungliga tanken var att regleringen skulle upphöra efter kriget, men i stället omformades den till en statlig kontrollnämnd som hade till uppgift att upprätta kontrakt mellan kvarnarna och det av staten fastställda spannmålspriset. Statens Lagerhus- och fryshusstyrelse, som grundats 1917, förvaltade de nio lagerhusen. I början av 1930-talet hyrde eller övertog Kooperativa lantmannaföreningar några av lagerhusen medan andra även fortsättningsvis ägdes av Statens Lagerhus- och fryshusstyrelse. När styrelsen avvecklades åren efter andra världskriget såldes lagerhusen till Svenska Spannmålsaktiebolaget, som 1954 ombildades till Svenska Lagerhus AB vilken blev den viktigaste lagerhållaren för beredskapslagring av livsmedel. År 2001 beslutade riksdagen att dra ned på beredskapslagringen och i september 2002 beslutade regeringen att sälja samtliga aktier i Svenska Lagerhus till Recall Sweden AB, som i sin tur ägdes av Brambles Industries Ltd och LTN Logistiktjenster Norden A/S.

## De nio uppförda lagerhusen
- Lagerhuset i Eslöv, 4000 ton, ombyggt 2007 till bostadshus
- Lagerhuset i Vara, 5000 ton,  fortfarande i drift
- Lagerhuset i Hallsberg, 4000 ton,  ägt av Svenska Lagerhus AB fram till omkring 1990 och därefter under flera privata ägare. Byggnad i dåligt skick med sättnings- och fuktskador, eldhärjad i november 2011.[3] Huset revs under våren 2013.
- Lagerhuset i Roma 3000 ton, på Gotland brann ner på 1970-talet
- Lagerhuset i Eskilstuna, 2000 ton,  rivet på 1980-talet
- Lagerhuset i Linköping, 4000 ton,  nedbrunnet på 1990-talet
- Lagerhuset i Östra Klagstorp, 4000 ton, rivet i början av 1990-talet
- Lagerhuset i Åstorp, 4000 ton, rivet 1999
- Lagerhuset i Tomelilla, 4000 ton,[4] rivet 2000

## Utformning av lagerhusen

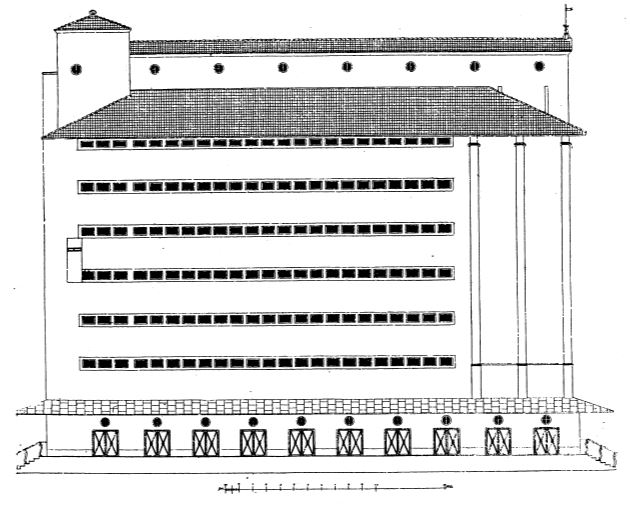
Asplunds ritning till lagerhuset i Vara, 1917

Lagerhusen byggdes efter i stort sett samma ritning av Carl Forsell och Edvard Hubendick, båda professorer vid Kungliga Tekniska Högskolan i Stockholm. Lagerhuset i Eskilstuna, som var det minsta av de nio, byggdes dock efter en något annorlunda princip. Lagerhuset i Vara var störst med 5 000 ton spannmål, medan de övriga rymde omkring 4 000 ton. För den yttre utformningen svarade arkitekten Gunnar Asplund.